# Benedetto Gennari le Jeune
Benedetto Gennari le Jeune (Cento, 1633 - Bologne, 1715) est un peintre italien de l'école de Bologne, petit-fils de Benedetto Gennari dit Seniore. Il est le neveu du Guerchin.

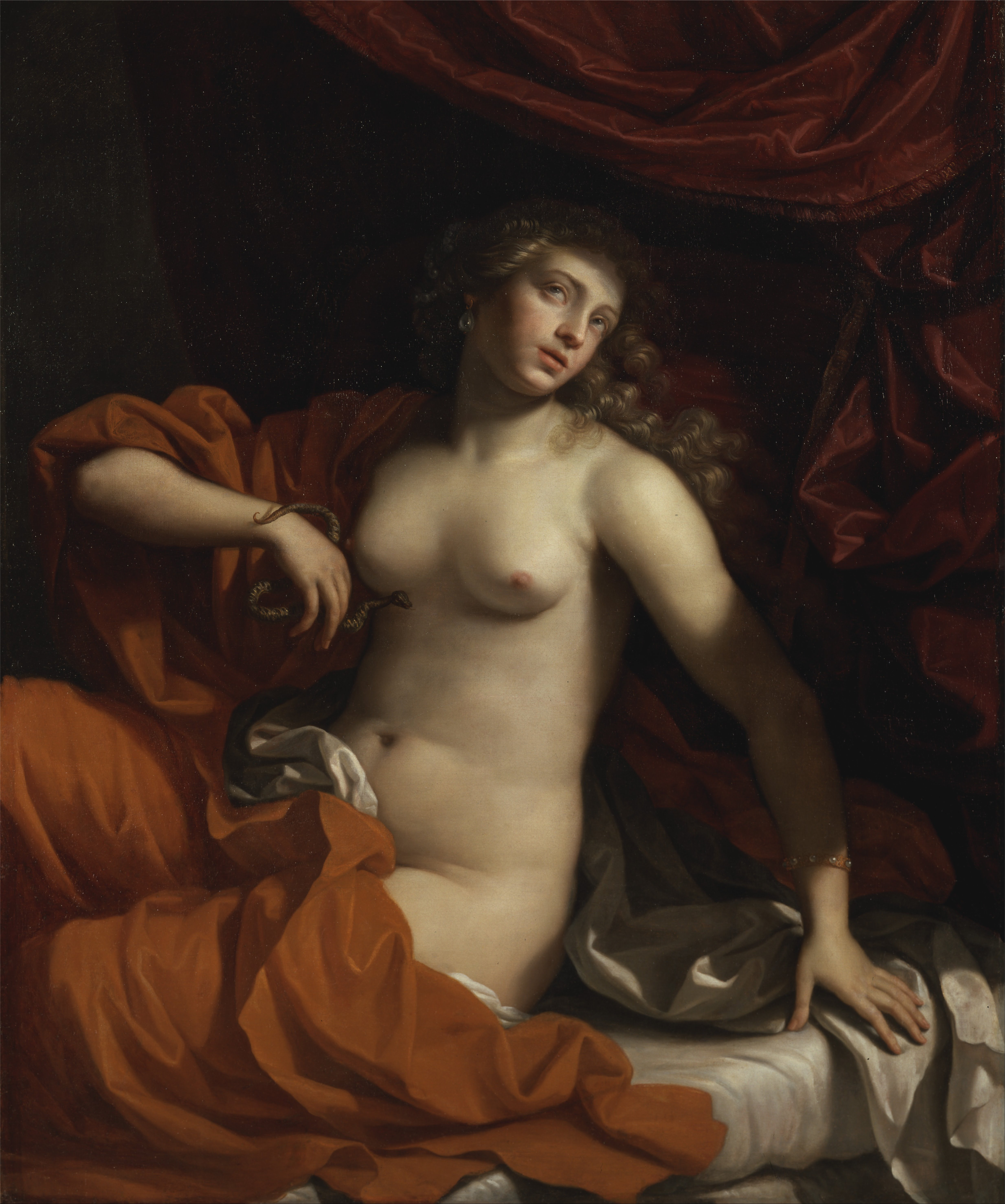
Cléopâtre

## Biographie
Fils du peintre Ercole Gennari et de Lucia Barbieri sœur du Guerchin, Benedetto Gennari se forme à l'atelier de son oncle. Il est le frère de Cesare Gennari (1637-1688).
Il part ensuite se perfectionner à Bologne grâce à la renommée de l'atelier familial et à l'aide du Guerchin qui l'introduit dans le réseau du commissionnement des œuvres aristocratiques et ecclésiastiques.
En 1672, il rejoint Paris et à la cour de Louis XIV se fait remarquer par son adresse dans les portraits et les tableaux mythologiques.
Décidé à rentrer en Italie, il change ses projets quand la jeune Marie-Béatrice d'Este épouse le duc d'York.
Il travaille en Angleterre de 1674 à 1688 et où il est peintre de Charles II puis de son successeur Jacques II.
Après le bref règne de Jacques II et de Marie-Béatrice (1685-1688), le peintre suit ses protecteurs dans leur exil de Saint-Germain-en-Laye, la cour catholique, en 1689.
Il retourne en Italie en 1692, et se consacre à la peinture de retables. Son adresse dans les portraits lui attire toujours de nombreuses commandes, ainsi que sa renommée de peintre de cour.

## Œuvres

### A l'étranger
- Thésée et les filles de Minos (1702), huile sur toile de 121,5 × 100,5 cm, Kunsthistorisches Museum, Vienne
- Pinacothèque, Cento :
  - Santa Cecilia (1670)
  - Le Guerchin auprès de du portrait de Giovanni Battista Manzini, (1670)
  - Martyre de sainte Catherine (1654)
- Cléopâtre, Centre d'art britannique de Yale, New Haven
- La Madeleine au Desert, Fine Arts Museums of San Francisco, San Francisco
- Adoration des bergers, musée des beaux-arts de Boston, Boston

### En France
- Sainte Famille, Musée Fesch, Ajaccio
- La Sainte Famille avec sainte Anne et saint Jean-Baptiste tenant un agneau , v. 1691/92, huile sur toile, 97 x 129 cm, Musée des beaux-arts de Dijon, Dijon[1]
- Le Miracle de Saint François-Xavier, église Saint-François-Xavier, Paris
- Toiles au musée de Villeneuve-lès-Avignon

### Portraits d'aristocrates
- Portrait de Elizabeth Murray, huile sur toile de 123 × 100 cm, Scottish National Portrait Gallery, Édimbourg
- Portrait de Marie de Modène, Hampton Court
- Portrait de Marie-Anne Martinozzi (née Mancini), duchesse de Bouillon, National Gallery, Londres